# 建中 (陳朝)
建中（けんちゅう）は、ベトナム陳朝の太宗が使用した元号。1225年旧12月11日（ユリウス暦1226年1月10日） - 1232年旧7月23日。

## 西暦・干支との対照表
| 建中 | 元年   | 2年    | 3年    | 4年    | 5年    | 6年    | 7年    | 8年    |
| 西暦 | 1225年 | 1226年 | 1227年 | 1228年 | 1229年 | 1230年 | 1231年 | 1232年 |
| 干支 | 乙酉   | 丙戌   | 丁亥   | 戊子   | 己丑   | 庚寅   | 辛卯   | 壬辰   |